# Cynanchum bricenoi
Cynanchum bricenoi är en oleanderväxtart som beskrevs av G. Morillo. Cynanchum bricenoi ingår i släktet Cynanchum och familjen oleanderväxter. Inga underarter finns listade i Catalogue of Life.